# Agnes von Krusenstjerna

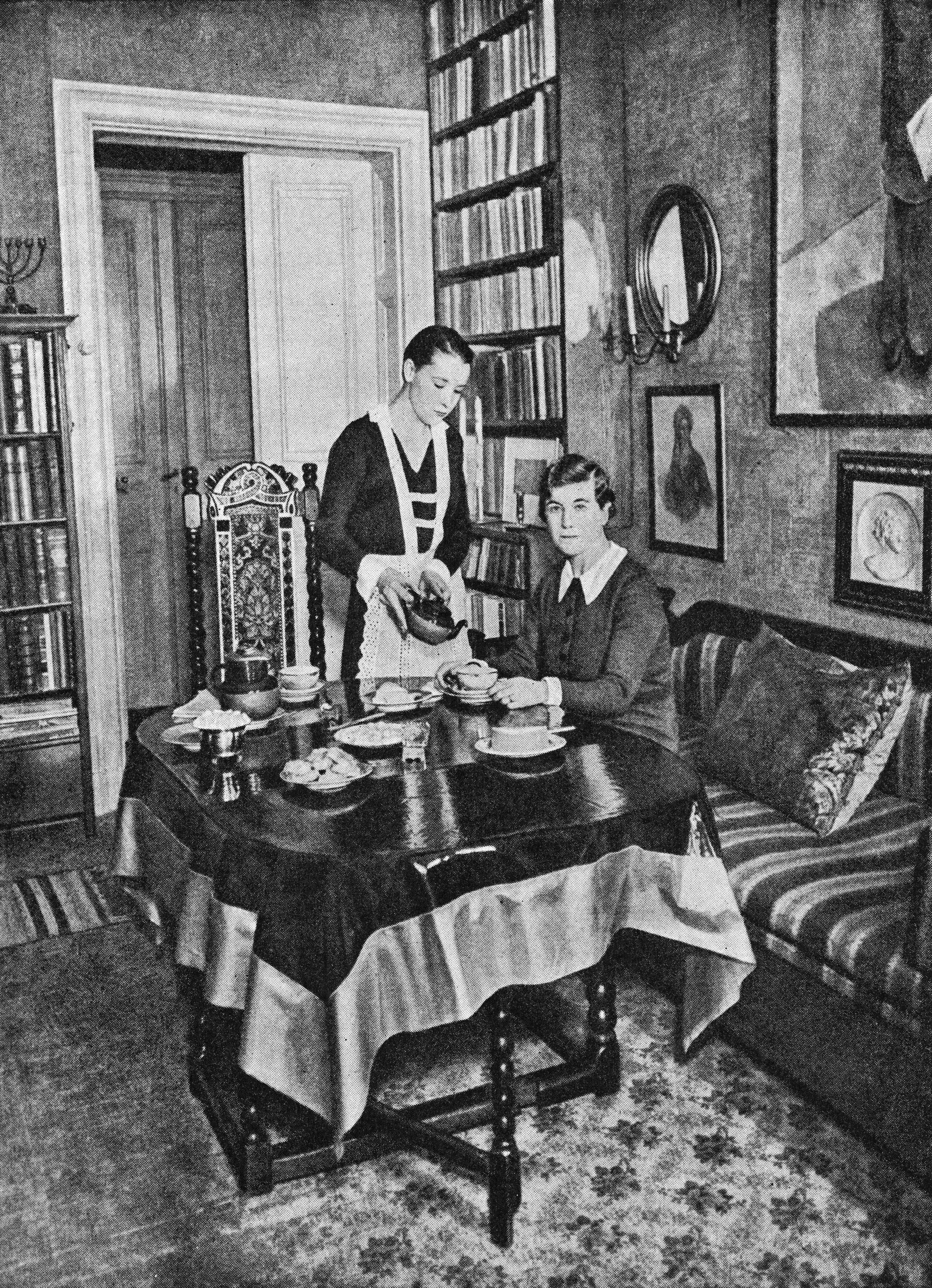
Agnes von Krusenstjerna (ca. 1930)

Agnes von Krusenstjerna (Aussprache [ˌaŋːnəs fɔnˈkɹʉːsənʃæːɳa], * 9. Oktober 1894 in Växjö; † 10. März 1940 in Stockholm) war eine schwedische Schriftstellerin.

## Leben
Agnes gehörte der bekannten schwedischen Adelsfamilie Krusenstjerna an. Sie war die jüngste von vier Geschwistern und die Tochter von Ernst von Krusenstjerna und Eva von Krusenstjerna. Sie studierte an der Schule von Anna Sandström in Stockholm. Zeit ihres Lebens lehnte sie sich jedoch gegen das Milieu auf, in das sie geboren wurde. Die Auflehnung zeigt sich insbesondere in ihrem schriftstellerischen Werk, in dem drei große Romanzyklen im Zentrum stehen. 1921 heiratete sie den nicht standesgemäßen David Sprengel, mit dem sie eng zusammenarbeitete.
Mit ihrem siebenteiligen Zyklus „Fräulein von Pahlen“ (Fröknarna von Pahlen, 1930–1935) löste sie eine heftige literarische Debatte über Pornographie und literarische Freiheit in Schweden aus. Zeitweise unterdrückte ihr eigener Verlag ihre Werke.
Agnes von Krusenstjernas Leben wurde im Film Amorosa (1986) behandelt, „Die Frau von Pahlen“ in Liebende Paare (1964). In beiden Filmen führte Mai Zetterling Regie.

## Werke
- Fröknarna von Pahlen. Roman i sju delar, Bonnier Alba, Stockholm 1995
  - 1-4. - Den blå rullgardinen. Kvinnogatan. Höstens skuggor. Porten vid Johannes, ISBN 91-34-51705-7
  - 5-7. - Älskande par. Bröllop på Ekered. Av samma blod, ISBN 91-34-51764-2